# 1931
Il 1931 (MCMXXXI in numeri romani) è un anno  del XX secolo.

## Eventi
- India: viene inaugurata Nuova Delhi, la cui costruzione era cominciata nel 1911.
- Italia: a Roma viene ospitata la seconda esposizione del razionalismo nazionale sull'architettura razionale.
- Italia: sotto il regime fascista, assume valore di legge il nuovo Codice Rocco che prevede la pena di morte anche per reati di natura non politica.
- Francia: Salvador Dalí dipinge nella sua casa a Parigi "La persistenza della memoria", che diviene in breve tempo il suo dipinto più famoso.
- Canada e Nuova Zelanda divengono due Stati indipendenti, associati al Commonwealth.
- Il matematico Kurt Gödel pubblica il suo teorema di incompletezza.
- George Southworth realizza una trasmissione di onde radio entro guide d'onda.

### Gennaio
- 22 gennaio: Sir Isaac Isaacs è il primo australiano a ricoprire la carica di governatore generale del proprio Paese.
- 24 gennaio – Libia: l'esercito italiano conquista l'oasi di Kufra

### Aprile
- 14 aprile – Spagna: la vittoria elettorale delle forze repubblicane induce il Re a rinunciare al trono e viene proclamata la repubblica. Barcellona: Francesc Macià, capo della Sinistra Repubblicana di Catalogna, proclama la Repubblica Catalana.
- 25 aprile – Stoccarda: Ferdinand Porsche fonda lo studio di progettazione che diventerà la casa automobilistica con il suo nome.

### Maggio
- 1º maggio: viene inaugurato l'Empire State Building, che fino al 1967 sarà il grattacielo più alto del mondo.
- 13 maggio: la città di Berlino viene eletta sede dell'XI Olimpiade per il 1936.
- 14 maggio: Bologna – Arturo Toscanini, rifiutatosi di aprire un suo concerto con l'esecuzione di inni fascisti, viene aggredito in un ingresso del Teatro Comunale.

### Agosto
- 7 agosto – Arezzo: si disputa la prima edizione dell'era moderna della Giostra del Saracino.

### Settembre
- 11 settembre – A Viareggio si consuma l'efferato omicidio Barsottelli, che ha grande eco nell'opinione pubblica.
- 16 settembre – viene impiccato il capo libico Omar Al-Mukhtar
- 18 settembre – Incidente di Mukden in seguito del quale il Giappone occupa la Manciuria, e l'anno dopo vi crea uno stato indipendente, il Manchukuo.
- 18 settembre -  A Monaco di Baviera (Germania) si suicida la nipote di Adolf Hitler, Angelika Raubal.

### Ottobre
- 12 ottobre – Guglielmo Marconi da Roma attraverso i trasmettitori di Coltano invia il segnale radio che illumina a Rio de Janeiro il Cristo Redentore, quale dimostrazione dell'affidabilità e dell'importanza delle comunicazioni radio intercontinentali.
- 17 ottobre - Stati Uniti - Al Capone viene incriminato per evasione fiscale.
- 18 ottobre – Lago di Garda: viene inaugurata la strada statale 45bis Gardesana Occidentale.

### Dicembre
- 5 dicembre: la cattedrale di Cristo Salvatore in Mosca viene distrutta su ordine di Lazar' Moiseevič Kaganovič.
- 9 dicembre: la Spagna diventa una repubblica

## Nati
Ci sono circa 2 270 voci su persone nate nel 1931; vedi la pagina Nati nel 1931 per un elenco descrittivo o la categoria Nati nel 1931 per un indice alfabetico.

## Morti
Ci sono circa 640 voci su persone morte nel 1931; vedi la pagina Morti nel 1931 per un elenco descrittivo o la categoria Morti nel 1931 per un indice alfabetico.

## Calendario
| Calendario 1931 | Calendario 1931 | Calendario 1931 | Calendario 1931 | Calendario 1931 | Calendario 1931 | Calendario 1931 | Calendario 1931 | Calendario 1931 | Calendario 1931 | Calendario 1931 | Calendario 1931 | Calendario 1931 | Calendario 1931 | Calendario 1931 | Calendario 1931 | Calendario 1931 | Calendario 1931 | Calendario 1931 | Calendario 1931 | Calendario 1931 | Calendario 1931 | Calendario 1931 | Calendario 1931 | Calendario 1931 | Calendario 1931 | Calendario 1931 | Calendario 1931 | Calendario 1931 | Calendario 1931 | Calendario 1931 | Calendario 1931 | Calendario 1931 |
| --------------- | --------------- | --------------- | --------------- | --------------- | --------------- | --------------- | --------------- | --------------- | --------------- | --------------- | --------------- | --------------- | --------------- | --------------- | --------------- | --------------- | --------------- | --------------- | --------------- | --------------- | --------------- | --------------- | --------------- | --------------- | --------------- | --------------- | --------------- | --------------- | --------------- | --------------- | --------------- | --------------- |
|                 | 1               | 2               | 3               | 4               | 5               | 6               | 7               | 8               | 9               | 10              | 11              | 12              | 13              | 14              | 15              | 16              | 17              | 18              | 19              | 20              | 21              | 22              | 23              | 24              | 25              | 26              | 27              | 28              | 29              | 30              | 31              |                 |
| Gennaio         | Gi              | Ve              | Sa              | Do              | Lu              | Ma              | Me              | Gi              | Ve              | Sa              | Do              | Lu              | Ma              | Me              | Gi              | Ve              | Sa              | Do              | Lu              | Ma              | Me              | Gi              | Ve              | Sa              | Do              | Lu              | Ma              | Me              | Gi              | Ve              | Sa              |                 |
| Febbraio        | Do              | Lu              | Ma              | Me              | Gi              | Ve              | Sa              | Do              | Lu              | Ma              | Me              | Gi              | Ve              | Sa              | Do              | Lu              | Ma              | Me              | Gi              | Ve              | Sa              | Do              | Lu              | Ma              | Me              | Gi              | Ve              | Sa              |                 |                 |                 |                 |
| Marzo           | Do              | Lu              | Ma              | Me              | Gi              | Ve              | Sa              | Do              | Lu              | Ma              | Me              | Gi              | Ve              | Sa              | Do              | Lu              | Ma              | Me              | Gi              | Ve              | Sa              | Do              | Lu              | Ma              | Me              | Gi              | Ve              | Sa              | Do              | Lu              | Ma              |                 |
| Aprile          | Me              | Gi              | Ve              | Sa              | Do              | Lu              | Ma              | Me              | Gi              | Ve              | Sa              | Do              | Lu              | Ma              | Me              | Gi              | Ve              | Sa              | Do              | Lu              | Ma              | Me              | Gi              | Ve              | Sa              | Do              | Lu              | Ma              | Me              | Gi              |                 |                 |
| Maggio          | Ve              | Sa              | Do              | Lu              | Ma              | Me              | Gi              | Ve              | Sa              | Do              | Lu              | Ma              | Me              | Gi              | Ve              | Sa              | Do              | Lu              | Ma              | Me              | Gi              | Ve              | Sa              | Do              | Lu              | Ma              | Me              | Gi              | Ve              | Sa              | Do              |                 |
| Giugno          | Lu              | Ma              | Me              | Gi              | Ve              | Sa              | Do              | Lu              | Ma              | Me              | Gi              | Ve              | Sa              | Do              | Lu              | Ma              | Me              | Gi              | Ve              | Sa              | Do              | Lu              | Ma              | Me              | Gi              | Ve              | Sa              | Do              | Lu              | Ma              |                 |                 |
| Luglio          | Me              | Gi              | Ve              | Sa              | Do              | Lu              | Ma              | Me              | Gi              | Ve              | Sa              | Do              | Lu              | Ma              | Me              | Gi              | Ve              | Sa              | Do              | Lu              | Ma              | Me              | Gi              | Ve              | Sa              | Do              | Lu              | Ma              | Me              | Gi              | Ve              |                 |
| Agosto          | Sa              | Do              | Lu              | Ma              | Me              | Gi              | Ve              | Sa              | Do              | Lu              | Ma              | Me              | Gi              | Ve              | Sa              | Do              | Lu              | Ma              | Me              | Gi              | Ve              | Sa              | Do              | Lu              | Ma              | Me              | Gi              | Ve              | Sa              | Do              | Lu              |                 |
| Settembre       | Ma              | Me              | Gi              | Ve              | Sa              | Do              | Lu              | Ma              | Me              | Gi              | Ve              | Sa              | Do              | Lu              | Ma              | Me              | Gi              | Ve              | Sa              | Do              | Lu              | Ma              | Me              | Gi              | Ve              | Sa              | Do              | Lu              | Ma              | Me              |                 |                 |
| Ottobre         | Gi              | Ve              | Sa              | Do              | Lu              | Ma              | Me              | Gi              | Ve              | Sa              | Do              | Lu              | Ma              | Me              | Gi              | Ve              | Sa              | Do              | Lu              | Ma              | Me              | Gi              | Ve              | Sa              | Do              | Lu              | Ma              | Me              | Gi              | Ve              | Sa              |                 |
| Novembre        | Do              | Lu              | Ma              | Me              | Gi              | Ve              | Sa              | Do              | Lu              | Ma              | Me              | Gi              | Ve              | Sa              | Do              | Lu              | Ma              | Me              | Gi              | Ve              | Sa              | Do              | Lu              | Ma              | Me              | Gi              | Ve              | Sa              | Do              | Lu              |                 |                 |
| Dicembre        | Ma              | Me              | Gi              | Ve              | Sa              | Do              | Lu              | Ma              | Me              | Gi              | Ve              | Sa              | Do              | Lu              | Ma              | Me              | Gi              | Ve              | Sa              | Do              | Lu              | Ma              | Me              | Gi              | Ve              | Sa              | Do              | Lu              | Ma              | Me              | Gi              |                 |

## Premi Nobel
In quest'anno sono stati conferiti i seguenti Premi Nobel:
- per la Pace: Jane Addams, Nicholas Murray Butler
- per la Letteratura: Erik Axel Karlfeldt
- per la Medicina: Otto Heinrich Warburg
- per la Chimica: Friedrich Bergius, Carl Bosch

## Musica
- Alan Dower Blumlein inventa la stereofonia
- Adolph Rickenbacker inventa la Chitarra elettrica.